# Curtiss-Wright Corporation
Curtiss-Wright Corporation var en amerikansk producent af flyvemaskiner og flymotorer.
Curtiss-Wright blev grundlagt 9. august 1929 efter en fusion af Curtiss Aeroplane and Motor Company og Wright Aeronautical Corporation. Flyvemaskinerne blev med enkelte undtagelser fremover produceret under navnet Curtiss.
Mellem 1940 og 1945 producerede Curtiss-Wright 26.755 flyvemaskiner og 223.026 flymotorer, blandt de mest kendte flytyper var jagerflyet P-40 Warhawk, transportflyet C-46 Commando og dykbombeflyet SB2C Helldiver. Curtiss-Wright producerede også i denne periode jagerflyet P-47 Thunderbolt på licens.
Efter den anden verdenskrig gik produktionen af flyvemaskiner ned og flere af virksomhedens fabrikker var nødt at lukke. Fra 1952 bestod produktionen stort set kun af flymotorer og propeller.
Curtiss-Wright Corporation eksisterer stadig, og er i dag aktive inden for en række områder i blandt andet forsvarsindustrien.

## Flytyper udviklet af Curtiss-Wright Corporation
- A-12 Shrike – jagerbomber
- A-18 Shrike II – jagerbomber
- AT-9 Jeep – træningsfly
- C-46 Commando – transportfly
- C-76 Caravan – transportfly
- CW-21 Demon – jagerfly
- F9C Sparrowhawk – jagerfly
- F11C Goshawk – jagerfly
- O-52 Owl – observationsfly
- P-36 Hawk – jagerfly
- P-40 Warhawk – jagerfly
- SBC Helldiver – dykbombefly
- SB2C Helldiver – dykbombefly
- SC Seahawk – patruljefly
- SNC Falcon – træningsfly
- SOC Seagull – rekognosceringsfly
- SO3C Seamew – rekognosceringsfly
- XF-87 – jagerfly (prototype)
- XP-55 Ascender – jagerfly (prototype)
- XP-60 – jagerfly (prototype)
- XP-62 – jagerfly (prototype)